# Nhà thi đấu Thể dục dụng cụ Olympic
Nhà thi đấu Thể dục dụng cụ Olympic (tiếng Hàn: 올림픽체조경기장; Hanja: 奧林匹克體操競技場), còn được gọi là KSPO Dome từ năm 2018, là một nhà thi đấu nằm trong Công viên Olympic ở Seoul, Hàn Quốc. Nhà thi đấu này được xây dựng từ ngày 31 tháng 8 năm 1984 đến ngày 30 tháng 4 năm 1986, để tổ chức các nội dung thi đấu môn thể dục dụng cụ tại Thế vận hội Mùa hè 1988. Nhà thi đấu có sức chứa 15.000 chỗ ngồi. Mái che của nhà thi đấu được thiết kế bởi David H. Geiger. Đây là mái che đầu tiên được lắp đặt bằng cáp tự lực, được che phủ bằng một lớp bọc vải 4 lớp ở bên ngoài.
Kể từ sau Thế vận hội, nhà thi đấu này đã tổ chức nhiều sự kiện khác nhau. Đặc biệt, nơi đây là địa điểm tổ chức các buổi hòa nhạc của các nghệ sĩ Hàn Quốc và quốc tế.
Vào đầu năm 1992, khi nhóm nhạc nam New Kids on the Block của Mỹ biểu diễn tại đây, một vụ giẫm đạp đã xảy ra khi các khán giả nữ trẻ Hàn Quốc đã tràn lên sân khấu sau khi nhóm biểu diễn được 20 phút. Vụ giẫm đạp đã khiến 1 người thiệt mạng và hơn 50 người bị thương.

## Sự kiện âm nhạc

Olympic Gymnastics Hall năm 2012

Lối vào Olympic Gymnastics Hall

##### 1992 - 2008
- New Kids on the Block: No More Games Tour – ngày 17 tháng 2 năm 1992
- Bryan Adams: So Far So Good Tour – ngày 22 tháng 2 năm 1994
- Deep Purple: The Battle Rages On Tour – ngày 18 và 19 tháng 3 năm 1995
- TOTO: Tambu World Tour – ngày 14 tháng 4 năm 1996
- Santana: Dance of the Rainbow Serpient Tour – ngày 22 tháng 5 năm 1996
- Def Leppard: Slang World Tour – ngày 8 tháng 6 năm 1996
- Céline Dion: Falling Into You...around the world – ngày 21 tháng 2 năm 1997
- Eric Clapton: Change The World Tour – ngày 9 và 10 tháng 10 năm 1997
- Metallica: Poor RE-Touring Me – ngày 24 và 25 tháng 4 năm 1998
- Megadeth: Cryptic Writings Tour – ngày 14 tháng 11 năm 1998
- Alanis Morissete: Junkie Tour 1999 – ngày 26 tháng 10 năm 1999
- Megadeth: Risk Tour – ngày 1 tháng 3 năm 2000
- Linkin Park: Meteora Australian and Asian Tour – ngày 29 tháng 10 năm 2003
- Namie Amuro: SO CRAZY tour in Seoul  – ngày 13, 14 và 15 tháng 5 năm 2004
- 1st Asia Song Festival – ngày 16 tháng 11 năm 2004[4]
- L'Arc~en~Ciel: ASIALIVE 2005 – ngày 3 tháng 9 năm 2005
- Backstreet Boys: never gone tour – ngày 14 tháng 1 năm 2006
- Shinhwa: 2006 Tour: State of the Art – ngày 13 và 14 tháng 5 năm 2006[5]
- Eric Clapton: Back Home World Tour 2006/7 – ngày 23 tháng 1 năm 2007
- Christina Aguilera: Back to Basics Tour – ngày 23 và 24 tháng 6 năm 2007
- Big Bang: The R.E.A.L – ngày 30 tháng 12 năm 2006
- SM Town: 2007 SMTown Summer Concert – ngày 30 tháng 6 và ngày 1 tháng bảy 2007[6]
- Beyoncé: The Beyoncé Experience - ngày 9 và 10 tháng 22 2007
- Big Bang: The G.R.E.A.T – ngày 28, 29 và 30 tháng 12 năm 2007
- Céline Dion: Taking Chances Tour – ngày 18 và 19 tháng 3 năm 2008.
- Shinhwa: Shinhwa Must Go On: 10th Anniversary Live in Seoul – ngày 29 và 30 tháng 3 năm 2008[7]
- Maroon 5: It Won't Be Soon Before Long Tour – ngày 7 tháng 5 năm 2008
- L'Arc~en~Ciel: TOUR 2008 L'7 ~Trans ASIA via PARIS – ngày 17 tháng 5 năm 2008
- Billy Joel: Billy Joel Live in Seoul 2008 – ngày 15 tháng 11 năm 2008

##### 2009
- TVXQ: The 3rd Asia Tour: MIROTIC – ngày 20, 21 và 22 tháng 2
- Big Bang: Big Show 2009 – ngày 30, 31 tháng 1 và 01 tháng 2
- Rain: Legend of Rainism – ngày 9 và 10 tháng 10[8]
- Beyoncé: I AM... World Tour – ngày 20 và 21 tháng 10
- G-Dragon: Shine A Light Concert – ngày 5 và 6 tháng 12

##### 2010
- Big Bang: Big Show 2010 – ngày 29, 30 và 31 tháng 1
- Whitney Houston: 2010 Nothing But Love World Tour – ngày 6 và 7 tháng 2
- SS501: 1st Asia Tour "Persona" Encore – ngày 27 tháng 2[9]
- Bob Dylan: Never Ending Tour – ngày 31 tháng 3
- 2PM: Don't Stop Can't Stop – ngày 31 tháng 7 và 01 tháng 8
- Super Junior: Super Show 3 – ngày 14 và 15 tháng 8 [10]
- Lee Seung Gi: HOPE CONCERT – ngày 21 tháng 11

##### 2011
- SHINee: The 1st Concert - "SHINee WORLD" – ngày 1 và 2 tháng 1[11]
- Taylor Swift: Speak Now World Tour – ngày 11 tháng 2
- Eric Clapton: 2011 Tour – ngày 20 tháng 2
- Big Bang: Big Show 2011 – ngày 25, 26 và 27 tháng 2
- The Eagles: Long Road Out of Eden Tour – ngày 15 tháng 3
- Girls' Generation: 2011 Girls' Generation Tour – ngày 23 và 24 tháng 7
- Linkin Park: A THOUSAND SUN: WORLD TOUR – ngày 8 tháng 9 năm 2011
- Super Junior: World Tour "SUPER SHOW 4" in SEOUL – ngày 19 và 20 tháng 11[12]
- YG Family: YG Family Concert – ngày 3 và 4 tháng 12[13]
- Lee Seung Gi: Hope Concert 2011 – ngày 10 và 11 tháng 2[14]

##### 2012
- Seoul Music Awards lần thứ 21 – ngày 19 tháng 1[15]
- Beast: BEAUTIFUL SHOW in SEOUL – ngày 4 và 5 tháng 2
- Infinite: 1st Concert Second Invasion – ngày 11 và 12 tháng 2
- Kara: 2012 1st Concert KARASIA – ngày 18 và 19 tháng 2
- Big Bang: ALIVE GALAXY TOUR 2012 - ngày 2, 3 và 4 tháng 3[16]
- Shinhwa: 2012 GRAND TOUR IN SEOUL "THE RETURN" - ngày 24 và 25 tháng 3[17]
- Infinite: Second Invasion Evolution: Encore Concert - ngày 1 tháng 4
- Super Junior: World Tour "SUPER SHOW 4" (buổi diễn cuối cùng) - ngày 26 và 27 tháng 5[18]
- SHINee: The 2nd Concert - "SHINee WORLD II" - ngày 21 và 22 tháng 7[19]
- 2NE1: 2012 NEW EVOLUTION 1st WORLD TOUR in Seoul - ngày 28 và 29 tháng 7[20]
- TVXQ: 'Catch Me' World Tour - ngày 17 và 18 tháng 11[21][22]
- Elton John: 40th Anniversary of the Rocket Man – ngày 27 tháng 11
- Lee Seung Gi: Hope Concert 2012 - ngày 1 và 2 tháng 12[14]
- Sting: Back to Bass Tour – ngày 5 tháng 12

##### 2013
- Big Bang: ALIVE GALAXY TOUR 2012 (buổi diễn cuối cùng) - ngày 25, 26 và 27 tháng 1[23]
- 10 cm: Fine Thank You and You? - ngày 23 tháng 2[24]
- Infinite: Rally 2013 - ngày 1 tháng 3
- Shinhwa: 15th Anniversary Concert: THE LEGEND CONTINUES - ngày 16 và 17 tháng 3[25][26][27]
- Super Junior: Super Show 5 - ngày 23 và 24 tháng 3[28][29]
- G-Dragon: 2013 1ST WORLD TOUR [ONE OF A KIND in Seoul] - ngày 30 và 31 tháng 3[30]
- Girls' Generation: Girls & Peace World Tour - ngày 8 và 9 tháng 6[31][32]
- Shinhwa: 2013 GRAND FINALE 'THE CLASSIC' IN SEOUL (buổi diễn cuối cùng) - ngày 3 và 4 tháng 8[33]
- Infinite: 1st World Tour 'One Great Step' - 9 và 19 tháng 8[34][35]
- G-Dragon: 2013 1ST WORLD TOUR [ONE OF A KIND] THE FINAL (buổi diễn cuối cùng) - ngày 31 tháng 8 và 1 tháng 9[36]
- Justin Bieber: Believe Tour – ngày 10 tháng 10
- Busker Busker: 2013 Busker Busker Seoul Concert – ngày 1 và 2 tháng 11
- VIXX: Global Showcase "THE MILKY WAY" Finale in Seoul - ngày 17 tháng 11[37]
- Lee Seung Gi: Hope Concert 2013 - ngày 30 tháng 11 và 1 tháng 12[14]

##### 2014
- TEEN TOP: 2014 World Tour "HIGH KICK" in SEOUL - ngày 22, 23 tháng 2
- Big Bang: BIGBANG+α IN SEOUL 2014 - ngày 24, 25 và 26 tháng 1[38]
- 3rd Gaon Chart K-Pop Awards - 12 tháng 2[39]
- INFINITE: Infinite 1st World Tour 'One Great Step' Returns - 28 tháng 2 và 1 tháng 3 [40]
- SHINee: SHINee WORLD III - ngày 8 và 9 tháng 3 [41]
- Shinhwa: 16th Anniversary Concert 'HERE' - ngày 22 và 23 tháng 3[42]
- Bruno Mars: The Moonshine Jungle Tour - 8 tháng 4[43]
- EXO: FROM. EXOPLANET #1 - THE LOST PLANET - ngày 23, 24 và 25 tháng 5[44]

##### 2015
- 24th Seoul Music Awards – ngày 22 tháng 1
- 4th Gaon Chart K-Pop Awards – ngày 28 tháng 1
- WINNER: Worldwide Inner Circle Conference WWIC 2015 – 31 tháng 1
- Park Hyo Shin: 15TH ANNIVERSARY LIVE TOUR [HAPPY TOGETHER] –  ngày 14 và 15 tháng 2
- Infinite: 2015 Infinite Rally 2 – ngày 28 tháng 2 và 1 tháng 3
- EXO: EXO PLANET #2 The EXO'luXion – ngày 7, 8, 13, 14 và 15 tháng 3
- Shinhwa: 17TH ANNIVERSARY CONCERT - WE – ngày 21 và 22 tháng 3
- VIXX: LIVE FANTASIA [UTOPIA] – ngày 28, 29 tháng 3
- BIGBANG: WORLD TOUR 'MADE' IN SEOUL – ngày 25 and 26 tháng 4
- SHINee: [ SHINee WORLD IV ] in SEOUL – ngày 15, 16 and 17 tháng 5
- TVXQ: T1STORY SPECIAL LIVE TOUR Seoul Encore – ngày 13 và 14 tháng 6
- 2PM: HOUSE PARTY CONCERT – ngày 27 and 28 tháng 6
- Super Junior: Super Show 6 Seoul (buổi diễn cuối cùng) – ngày 11 and 12 tháng 7
- INFINITE: 2nd World Tour "INFINITE EFFECT" – ngày 8 and 9 tháng 8
- Beast: 2015 Beautiful Show – ngày 29 and 30 tháng 8
- iKON: DEBUT CONCERT 'SHOWTIME' – ngày 3 tháng 10
- 7th MelOn Music Awards – ngày 7 tháng 11
- (Girls' Generation): 4th Tour Phantasia in SEOUL – ngày 21 and 22 tháng 11
- g.o.d: god 2015 CONCERT – ngày 16, 17, 18, 19 and 20 tháng 12

##### 2016
- 25th Seoul Music Awards – ngày 14 tháng 1
- iKON: iKONCERT 2016 SHOWTIME TOUR IN SEOUL – ngày 30 và 31 tháng 1
- Big Bang: WORLD TOUR 'MADE' FINAL IN SEOUL – ngày 4, 5 và  6 tháng 3
- Winner: EXIT TOUR IN SEOUL – ngày 12,13 tháng 3
- EXO: EXO PLANET #2 The EXO'luXion (buổi diễn cuối cùng) – ngày 18, 19 and 20 tháng 3
- Shinhwa: 18th Annivesary Concert - HERO – ngày 26, 27 tháng 3
- Block B: 2016 LIVE BLOCKBUSTER" – ngày 2, 3 tháng 4
- BTS: THE MOST BEAUTIFUL MOMENT IN LIFE on stage: epilogue – ngày 7, 8 tháng 5
- XIA: 5th Asia Tour Concert in Seoul: XIGNATURE – ngày 11,12 tháng 6
- EXO: EXO PLANET #3 – The EXO'rDIUM – ngày 22, 23, 24, 29, 30 và 31 tháng 7
- VIXX: LIVE FANTASIA 'ELYSIUM' – ngày 13 and 14 tháng 8
- Beast: 2016 Beautiful Show – ngày 20, 21 tháng 8
- SECHSKIES: 2016 CONCERT 'YELLOW NOTE' – ngày 10, 11 tháng 9

##### 2018
- BTOB: 2018 BTOB TIME - THIS IS US – ngày 10, 11 và 12 tháng 8
- iKON: CONTINUE TOUR IN SEOUL – ngày 18 tháng 8
- 2nd Soribada Best K-Music Awards – ngày 30 tháng 8
- SHINee: SHINee SPECIAL PARTY - THE SHINING – ngày 1 và 2 tháng 9
- SECHSKIES: 2018 CONCERT [Now・Here・Again] - ngày 13, 14 tháng 10
- BLACKPINK: 2018 TOUR [IN YOUR AREA] SEOUL – ngày 10 và 11 tháng 11
- IU: 10th Anniversary Tour Concert 'dlwlrma' In Seoul – ngày 17 và 18 tháng 11
- Highlight: 2018 LIVE 'OUTRO' – ngày 24 và 25 tháng 11

##### 2019
- NCT 127: NEO CITY: SEOUL - The Origin – ngày 26 và 27 tháng 1
- Super Junior: "SUPER SHOW 7S" WORLD TOUR – ngày 2 và 3 tháng 3
- NU'EST: CONCERT 'Segno' IN SEOUL – ngày 12, 13 và 14 tháng 4
- Troye Sivan: The Bloom Tour – 27 tháng 4
- TWICE: 'TWICELIGHTS' in Seoul – ngày 25 và 26 tháng 5
- GOT7: WORLD TOUR 'KEEP SPINNING' in SEOUL – ngày 15 và 16 tháng 6
- BTS: 5TH MUSTER 'MAGIC SHOP' – ngày 22 và 23 tháng 6
- 2nd Genie Music Awards – ngày 1 tháng 8
- 3rd Soribada Best K-Music Awards – ngày 22 và 23 tháng 8
- Seventeen: 2019 WORLD TOUR ‘Ode to You’ in SEOUL – ngày 30 tháng 8 và 1 tháng 9
- The Chainsmokers: World War Joy Asia Tour – ngày 6 tháng 9
- Super Junior: SUPER SHOW 8: INFINITE TIME – ngày 12 và 13 tháng 10
- AB6IX: 1ST WORLD TOUR '6IXENSE' IN SEOUL – ngày 9 và 10 tháng 11
- IU: 2019 Tour Concert 'Love, Poem' – ngày 23 và 24 tháng 11
- EXO: EXO PLANET #5 - EXplOration – ngày 29, 30 và 31 tháng 12

##### 2020
- Gmarket Smile Club Concert 2020 – ngày 4 tháng 1
- BTS: MAP OF THE SOUL ON:E (được phát trực tuyến) – ngày 10 và 11 tháng 10

##### 2021
- 30th Seoul Music Awards (được phát trực tuyến) – ngày 31 tháng 1
- 31st Lotte Duty Free Online Family Concert (được phát trực tuyến) – ngày 16 tháng 5
- TWICE: 4th WORLD TOUR 'Ⅲ' – ngày 25 và 26 tháng 12

##### 2022
- Street Woman Fighter: On The Stage Encore – ngày 1 và 2 tháng 1
- UNIVERSE: "UNI-KON" 2022 – ngày 2 và 3 tháng 6
- The Boyz: THE B-ZONE WORLD TOUR IN SEOUL ENCORE – ngày 5, 6 và 7 tháng 8
- (Girls’ Generation): 2022 Special Event "Long Lasting Love" – ngày 3 tháng 9
- Stray Kids: 2nd World Tour “MANIAC” Seoul Special (UNVEIL 11) – ngày 17 và 18 tháng 9
- 2022 Liiv Concert' by KB Kookmin Bank – ngày 23 tháng 9
- 5th The Fact Music Awards – ngày 8 tháng 10
- (BLACKPINK): WORLD TOUR [BORN PINK] – ngày 15 và 16 tháng 10

##### 2023
- (Red Velvet) :  4th Concert [R TO V] - ngày 1 và 6 tháng 4
- The Boyz: Zeneration World Tour – 19, 20 và 21 tháng 5
- Suga: SUGA | Agust D 'D-DAY' TOUR – 4, 5 và 5 tháng 8
- The Boyz: Zeneration World Tour (Encore) – 1, 2 và 3 tháng 12
- Treasure: 2023 Treasure Concert 'Reboot' In Seoul – 15, 16, và 17 tháng 12

##### 2024
- Enhypen: World Tour 'FATE PLUS' – 24 và 25 tháng 2
- Baekhyun: 2024 Baekhyun Asia Tour ‘Lonsdaleite’ – 16 và 17 tháng 3
- AKMU: 10th Anniversary Concert [10VE] – 15 và 16 tháng 6
- Ive: Show What I Have World Tour Encore in Seoul – 10 và 11 tháng 8
- Treasure: 2024 Treasure 'Reboot' Final In Seoul – 15 tháng 8

##### 2025
- Babymonster: 1st World Tour <Hello Monsters> – 25 và 26 tháng 1
- Aespa: Synk: Parallel Line World Tour (Encore) – 15 và 16 tháng 3
- 2NE1: Welcome Back Tour (Encore) – 12 và 13 tháng 4

## Sự kiện khác
- Ngày 27 tháng 9 năm 2008: K-1 World Grand Prix 2008 in Seoul Final 16, một cuộc thi võ thuật
- ngày 23 tháng 4 năm 2016: LCK Champions 2016 Spring Final, giải đấu Esport của Liên Minh Huyền Thoại